# Tulalip Bay
Tulalip Bay és una concentració de població designada pel cens dels Estats Units a l'estat de Washington. Segons el cens del 2000 tenia 1.561 habitants.

## Demografia
Segons el cens del 2000, Tulalip Bay tenia 1.561 habitants, 595 habitatges, i 377 famílies. La densitat de població era de 348,4 habitants per km².
Dels 595 habitatges en un 28,2% hi vivien nens de menys de 18 anys, en un 43,9% hi vivien parelles casades, en un 13,6% dones solteres, i en un 36,5% no eren unitats familiars. En el 25,9% dels habitatges hi vivien persones soles el 7,6% de les quals corresponia a persones de 65 anys o més que vivien soles. El nombre mitjà de persones vivint en cada habitatge era de 2,61 i el nombre mitjà de persones que vivien en cada família era de 3,15.
Per edats la població es repartia de la següent manera: un 27,6% tenia menys de 18 anys, un 6,9% entre 18 i 24, un 25,6% entre 25 i 44, un 28,3% de 45 a 60 i un 11,6% 65 anys o més.
L'edat mediana era de 38 anys. Per cada 100 dones de 18 o més anys hi havia 100,7 homes.
La renda mediana per habitatge era de 43.594 $ i la renda mediana per família de 49.000 $. Els homes tenien una renda mediana de 35.057 $ mentre que les dones 30.735 $. La renda per capita de la població era de 20.092 $. Aproximadament el 12,1% de les famílies i el 16,8% de la població estaven per davall del llindar de pobresa.

## Poblacions més properes
El següent diagrama mostra les poblacions més properes.